# Codice ATCvet QI06
Il codice ATCvet QI06 "Immunologici per Felidae" è un sottogruppo del sistema di classificazione Anatomico Terapeutico e Chimico, un sistema di codici alfanumerici sviluppato dall'OMS per la classificazione dei farmaci e altri prodotti medici. Il sottogruppo QI06 fa parte del gruppo anatomico QI, farmaci per uso veterinario Immunologici.
Numeri nazionali della classificazione ATC possono includere codici aggiuntivi non presenti in questa lista, che segue la versione OMS.

## QI06A Gatti

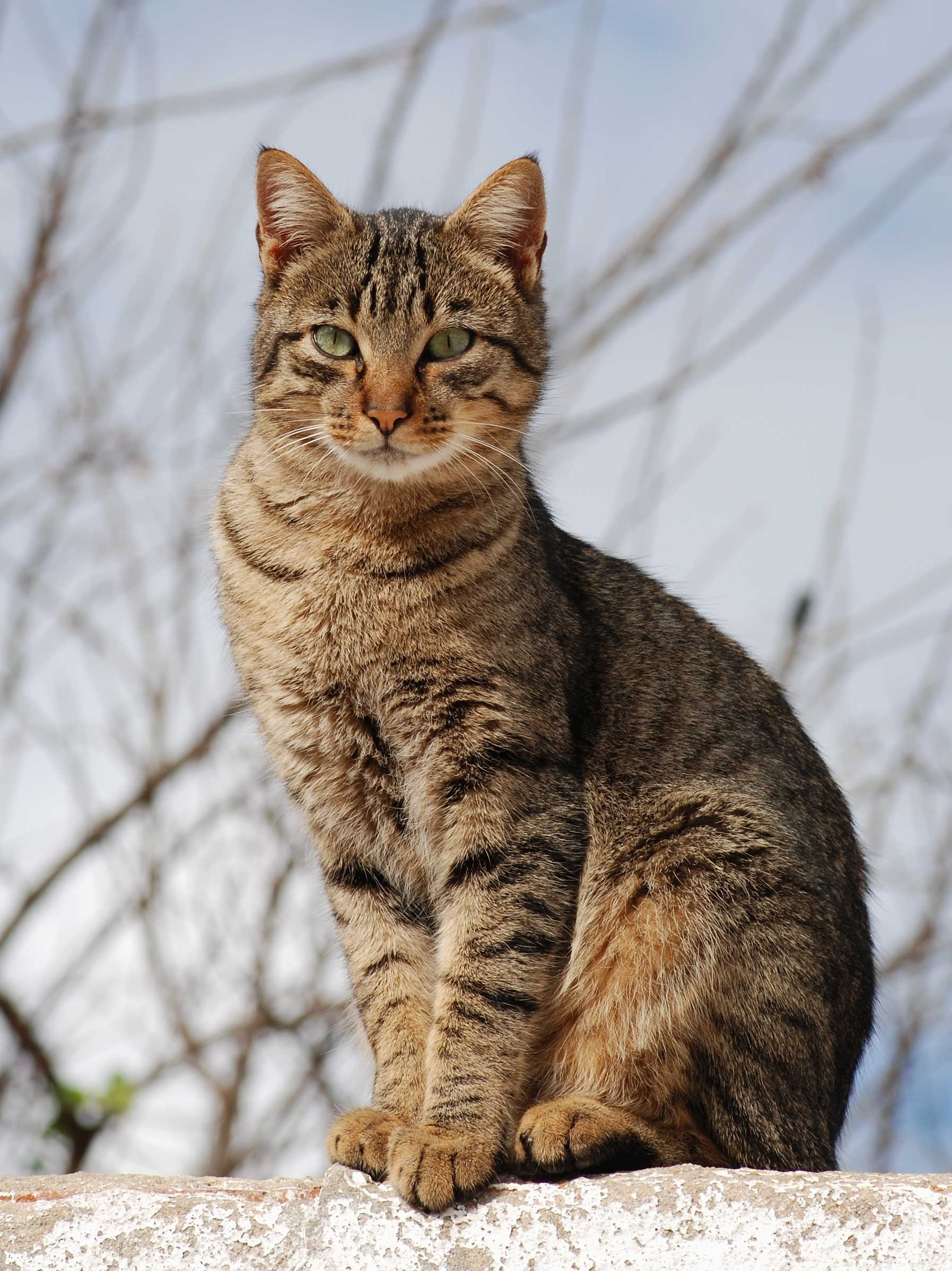
Gatto

### QI06AA Vaccini virali inattivati
QI06AA01 Virus della leucemia felina
QI06AA02 Virus della panleucopenia felina/parvovirus
QI06AA03 Virus della rabbia + Virus della rinotracheite felina + Calcivirus felino
QI06AA04 Virus della rinotracheite felina + Calcivirus felino + Virus della panleucopenia felina/parvovirus
QI06AA05 Virus della rinotracheite felina + Calcivirus felino
QI06AA06 Virus della peritonite infettiva felina
QI06AA07 Calcivirus felino
QI06AA08 Virus della rinotracheite felina
QI06AA09 Virus della panleucopenia felina + Calcivirus felino + Virus della rinotracheite felina + Virus della rabbia
QI06AA10 Virus dell'immunodeficienza felina

### QI06AB Vaccini batterici inattivati (inclusi mycoplasma, tossoidi e chlamydia)
Gruppo vuoto

### QI06AC Vaccini batterici inattivati e antisieri
QI06AC01 Vaccino della chlamydia
QI06AC02 Vaccino della bordetella

### QI06AD Vaccini virali vivi
QI06AD01 Virus della panleucopenia felina/parvovirus
QI06AD02 Virus della peritonite infettiva felina
QI06AD03 Virus della rinotracheite felina + Calcivirus felino
QI06AD04 Virus della panleucopenia felina/parvovirus + Virus della rinotracheite felina + Calcivirus felino
QI06AD05 Virus della panleucopenia felina/parvovirus + Virus della rinotracheite felina
QI06AD06 Parapoxvirus felino
QI06AD07 Virus del vaiolo del canarino vivo ricombinante per la leucemia felina
QI06AD08 Virus del vaiolo del canarino vivo ricombinante per la rabbia

### QI06AE Vaccini batterici vivi
QI06AE01 Chlamydia
QI06AE02 Bordetella

### QI06AF Vaccini virali e batterici vivi
QI06AF01 Virus della panleucopenia felina/parvovirus + Virus della rinotracheite felina + Calcivirus felino + chlamydia

### QI06AG Vaccini batterici vivi e inattivati
Gruppo vuoto

### QI06AH Vaccini virali vivi e inattivati
QI06AH01 Virus della rinotracheite felina vivo + Calcivirus felino vivo + Virus della panleucopenia felina/parvovirus inattivato
QI06AH02 Virus della panleucopenia felina/parvovirus vivo + Virus della rabbia inattivato
QI06AH03 Virus della rinotracheite felina vivo + Virus della panleucopenia felina/parvovirus inattivato
QI06AH04 Virus della panleucopenia felina/parvovirus vivo + Virus della rabbia inattivato + Virus della rinotracheite felina inattivato + Calcivirus felino inattivato
QI06AH05 Virus della panleucopenia felina/parvovirus vivo + Virus della rinotracheite felina vivo + Calcivirus felino vivo + Virus della rabbia inattivato
QI06AH06 Virus della panleucopenia felina/parvovirus vivo + Virus della rinotracheite felina inattivato + Calcivirus felino inattivato
QI06AH07 Virus della panleucopenia felina/parvovirus vivo + Virus della rinotracheite felina vivo + Calcivirus felino vivo + Virus della leucemia felina inattivato
QI06AH08 Virus della rinotracheite felina vivo + Antigene del calcivirus felino inattivato
QI06AH09 Virus della rinotracheite felina vivo + Virus della panleucopenia felina/parvovirus vivo + Antigene del calcivirus felino inattivato
QI06AH10 Virus della rinotracheite felina vivo + Virus della panleucopenia felina/parvovirus vivo + Calcivirus felino inattivato + Virus del vaiolo del canarino ricombinante per la leucemia felina

### QI06AI Vaccini virali vivi e vaccini batterici inattivati
QI06AI01 Virus della panleucopenia felina/parvovirus vivo + Virus della rinotracheite felina vivo + Calcivirus felino vivo + Chlamydia inattivato
QI06AI02 Virus della rinotracheite felina vivo + Calcivirus felino vivo + Chlamydia inattivato
QI06AI03 Virus della panleucopenia felina/parvovirus vivo + Virus della rinotracheite felina vivo + Calcivirus felino vivo + Virus della leucemia felina vivo + Chlamydia inattivato

### QI06AJ Vaccini vivi e inattivati virali e batterici
QI06AJ01 Virus della rinotracheite felina vivo + Calcivirus felino vivo + Virus della panleucopenia felina/parvovirus inattivato + Chlamydia vivo
QI06AJ02 Virus della rinotracheite felina vivo + Antigene del calcivirus felino inattivato + Chlamydia vivo
QI06AJ03 Virus della rinotracheite felina vivo + Antigene del calcivirus felino inattivato + Virus della panleucopenia felina/parvovirus vivo + Chlamydia vivo
QI06AJ04 Virus della rinotracheite felina vivo + Calcivirus felino vivo + Chlamydia vivo +  Virus della panleucopenia felina inattivato/Virus della leucemia felina inattivato
QI06AJ05 Virus della rinotracheite felina vivo + Antigene del calcivirus felino inattivato + Virus della panleucopenia felina vivo/parvovirus + Chlamydia vivo + Virus del vaiolo del canarino ricombinante per la leucemia felina

### QI06AK Vaccini virali inattivati e vaccini batterici vivi
Gruppo vuoto

### QI06AL Vaccini virali inattivati e vaccini batterici inattivati
QI06AL01 Virus della panleucopenia felina/parvovirus + Virus della rinotracheite felina + Calcivirus felino + Virus della leucemia felina infettiva + chlamydia
QI06AL02 Virus della panleucopenia felina/parvovirus + Virus della rinotracheite felina + Calcivirus felino + Chlamydia inattivato
QI06AL03 Virus della rinotracheite felina + Calcivirus felino + chlamydia

### QI06AM Antisieri, preparazioni di immunoglobuline, e antitossine
QI06AM01 Virus della panleucopenia felina/parvovirus antisiero + Virus della rinotracheite felina antisiero + Calcivirus felino antisiero

### QI06AN Vaccini parassitari vivi
Gruppo vuoto

### QI06AO Vaccini parassitari inattivati
Gruppo vuoto

### QI06AP Vaccini fungini vivi
QI06AP01 Trichophyton
QI06AP02 Trichophyton + microsporum

### QI06AQ Vaccini fungini inattivati
QI06AQ01 Trichophyton + microsporum
QI06AQ02 Microsporum

### QI06AR Preparazioni diagnostiche in vivo
Gruppo vuoto

### QI06AS Allergeni
Gruppo vuoto

### QI06AT Preparazioni del colostro e sostituti
Gruppo vuoto

### QI06AU Altri vaccini vivi
Gruppo vuoto

### QI06AV Altri vaccini inattivati
Gruppo vuoto

### QI06AX Altri immunologici
Gruppo vuoto

## QI06X Felidae, altri
Gruppo vuoto